# Gestel (Berlaar)
Gestel – dzielnica (deelgemeente) gminy Berlaar w Belgii, w Regionie Flamandzkim, w prowincji Antwerpia, w okręgu Mechelen. 1 stycznia 2020 roku liczyła 165 mieszkańców. Do 31 grudnia 1964 samodzielna gmina, pod względem powierzchni najmniejsza w prowincji.

## Demografia
Liczba mieszkańców, stan na 1 stycznia:
| Rok                | 1900 | 1930 | 2020 |
| ------------------ | ---- | ---- | ---- |
| Liczba mieszkańców | 206  | 215  | 165  |